# Пітер Віллем Бота
Пітер Віллем Бота (афр. Pieter Willem Botha МФА: [ˈpitər ˈvələm ˈbuəta]; 12 січня 1916, Оранжева провінція, ПАС — 31 жовтня 2006, Вілдернесс, Західно-Капська провінція, ПАР, широко відомий як P.W. і Великий крокодил (афр. Die Groot Krokodil, англ. The Big Crocodile)) — політичний і державний діяч ПАР, прем'єр-міністр і президент ПАР.

## Біографія
Народився 12 січня 1916 в сім'ї фермера-африканера в Оранжевій провінції (зараз провінція Вільна держава). Його батько, Пітер Віллем Бота-старший, воював в загоні командос проти англійців у Другій бурській війні. Його мати, Хендріна Христина Бота (уроджена де Вет), була інтернована в британському концентраційному таборі під час війни.
1934—1939 навчався в університетському коледжі в Блумфонтейн. У 1943 одружився з Анною Елізабет Россоу (Еліз). Пара мала двох синів і трьох дочок. У 1946 році вступив до Національної партії. У 1948 році вперше став депутатом парламенту країни.
У 1961—1966 роках — міністр з питань «кольорового» населення.
1966—1980 роках — міністр оборони ПАР.
З 1978 року — прем'єр-міністр ПАР і лідер НП.
У 1984—1989 роках — президент ПАР. Як прем'єр-міністр, а пізніше і державний президент, його найбільшими парламентськими опонентами були Гаррі Шварц і Гелен Сузман з прогресивної федеральної партії до 1987 року, коли його колишній колега по кабінеті Андріс Трерніхт став офіційною опозицією у строго антиконцесійній програмі.
У 1977 році, як міністр оборони, він розпочав таємну програму ядерної зброї, яка завершилася виробництвом шести ядерних бомб, знищених на початку 1990-х років. Він залишався стійким при управлінні Південної Африки сусідньої території Південно-Західна Африка, особливо в той час, коли на півночі в Анголі знаходилися кубинські війська. Бота був відповідальним за створення елітного підрозділу прикордонної поліції, Koevoet. Він також сприяв зміцненню сили Південноафриканських сил оборони. Додал імпульсу до створення таких підрозділів, як 32 батальйон. Південноафриканське втручання за підтримки повстанського руху УНІТА (д-р Жонас Савімбі, особистий друг) в громадянській війні в Анголі продовжувалося до кінця 1980-х років яка припинилося Тристоронньою угодою. Щоб зберегти військову силу країни, був запроваджений дуже суворий проект для забезпечення обов'язкової військової служби білим південноафриканським чоловікам.

## Державний президент

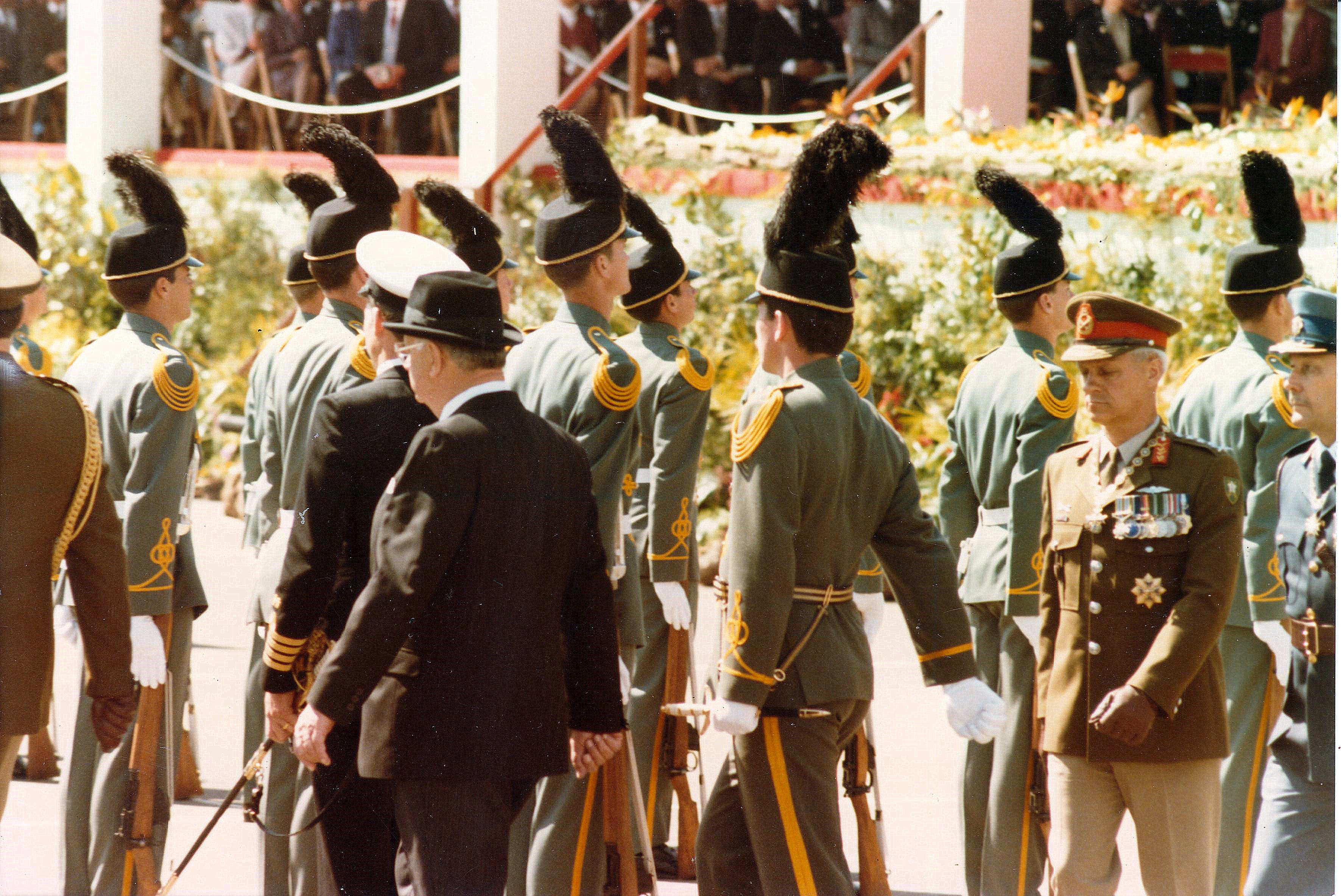
Бота перевіряє почесну варту з генералом Констанд Фільюн.

У 1983 році Бота запропонував нову конституцію, яка потім була поставлена на голосування білого населення. Хоча він не впровадив федеральну систему, він реалізував те, що нібито було угодою про розподіл влади з кольоровими і індійцями. Нова конституція створила дві нові палати парламенту поряд з існуючою, єдиною для білих Палатою зборів — Палату представників для кольорових і Палату делегатів для індійців. Три палати нового трьохпалатного парламенту мали єдину юрисдикцію над питаннями, що стосуються їхніх спільнот. Законодавство, що впливає на «загальні справи», такі як зовнішньополітичні та расові відносини, повинні були пройти всі три палати після розгляду спільними постійними комітетами. Хоча чорна більшість критикувала нову конституцію за те, що вона не надала їм жодної офіційної ролі в уряді, багато міжнародних коментаторів оцінили її як «перший крок» в тому, що, як передбачалося, було серією реформ. 14 вересня 1984 року Бота був обраний першим державним президентом відповідно до недавно затвердженої конституції.
Увечері 15 серпня 1985 року Бота виголосив знамениту промову Рубікон в Дурбані. Було очікування, що промова оголосить про далекосяжні зміни, включаючи звільнення Нельсона Мандели. Промова не виправдала очікувань, і ситуація повернулася проти Південної Африки. Насильство почало зростати. Санкції посилені. Підприємства вийшли з країни. Вартість валюти послабилася. Бота відчував себе вимушеним оголосити надзвичайний стан.

## Відставка
Бота перебував під сильним тиском, щоб досягти політичного рішення для Південної Африки. У Національній партії виникають розбіжності щодо його стилю управління. У лютому 1989 року Бота отримав легкий інсульт. Ф.В. де Клерк бачить сприятливий момент для повалення Боти. Де Клерк проводить «міні-переворот», і Боті довелося покинути свій кабінет, почасти тому, що він більше не мав достатньої підтримки з боку свого кабінету і депутатів. Де Клерк стає слідом за Ботой президентом Південної Африки.

## Після відставки
Бота і його дружина Еліз переїхали у свій будинок, Die Anker, в місті Вілдернесс, в 16 кілометрах (9,9 миль) від міста Джордж і розташованому на узбережжі Індійського океану в Західній Капській провінції. Еліз померла в 1997 році, а 22 червня 1998 він одружився з Барбарою Робертсон, юридичним секретарем, яка на 25 років молодша за нього.

## Смерть
Бота помер від серцевого нападу в своєму будинку в Вілдернесс у вівторок, 31 жовтня 2006 року, у віці 90 років. Багато його колишніх опонентів з великодушністю зустріли кончину Боти. Колишній президент Нельсон Мандела, як повідомлялося, говорив: «Хоча для багатьох пан Бота залишиться символом апартеїду, ми також пам'ятаємо його за кроки, які він зробив, щоб прокласти шлях до можливого мирного врегулювання в нашій країні на основі переговорів». Президент Табо Мбекі заявив, що прапори будуть приспущені, в пам'ять про колишнього главу держави. Пропозиція про державні похорони була відхилена родиною Боти, а приватне поховання відбулося 8 листопада в місті Джордж, де було поховано тіло Боти. Мбекі відвідав похорон.